# Арсакије Тарски
Арсакије Тарски или Арзакије од Тарса (грч. Αρσάκιος) је хришћански светитељ.
Био је веома кратко архиепископ Константинопоља у периоду од 404. до 405. године. Био је брат архиепископа Нектарија који га је поставио за епископа Тарза. Касније је служио као архипрезвитер његовог наследника Јована Хризостома. Тада се прикључио Јовановим непријатељима који су 403. године на Храстовом синоду изгласали Јованово свргавање и прогонство. Након што је едикт о прогонству краће време под притиском народа био опозван, 27. јуна 404. године је постао коначан и Арсакије је постао нови архиепископ.
Међутим, са тиме се није сложио народ који се почео састајати на црквеним обредима изван града, а и папа Иноћентије I га је одбио признати. Арсакије није могао успоставити ауторитет ни због своје поодмакле старости.
Умро је 11. новембра 405, а наслиједио га је Атик који ће рехабилитовати Јована Хризостома.
Православна црква спомиње архиепископа Арсакија 11. октобра по јулијанском календару.